# Zelo (cantor)
Choi Jun-hong (hangul: 최준홍; Mokpo, 15 de outubro de 1996), mais conhecido na carreira musical por seu nome artístico Zelo (hangul: 젤로), é um rapper, dançarino, cantor, rapperbeatboxer sul-coreano. Ele é popularmente conhecido por ser ex integrante do grupo masculino B.A.P. Em novembro de 2011, realizou sua estreia na subunidade Bang&Zelo.

## Biografia

### 1996-2013: Primeiros anos e início da carreira
Zelo nasceu em 15 de outubro de 1996, em Mokpo, Coreia do Sul. Ele tem um irmão mais velho. Quando criança, tinha sonho de ser jogador de futebol, mas, em seguida, mudou seus sonhos de se tornar um cantor devido a sua influência na música. Ele começou a praticar beatboxing e dança em casa. Na 5ª série, Zelo foi introduzido por um conhecido, que reconheceu o seu talento para a Joy Dance - Plug In Music Academy localizado em Gwangju, que é uma academia de música bem conhecida do Seungri do BIGBANG que ele tinha ô assistido. Ele é um ex-trainee da YG Entertainment. Ele fez testes para várias gravadoras mas não teve êxito, geralmente porque ele era muito jovem. Ele finalmente foi aceito como trainee no TS Entertainment. Ele se formou no Seoul School Of Performing Arts em 2015.

### 2011–presente: "Never Give Up" e debut de B.A.P
Zelo era o rapper e dançarino, além de ser o maknae do grupo.

## Arte e influências
Zelo é o segundo rapper do grupo. Zelo citou Will.i.am e Kanye West como seus modelos. Ele também citou 50 Cent e outros rappers como suas influências musicais.

## Discografia

### Bang Yongguk & Zelo

#### Singles digitais
| 2011                                           | "Never Give Up" | 65 | Digital single |
| "—" Não entrou na parada musical daquele país. |                 |    |                |

## Filmografia
| Ano  | Show                 | Emissora | Notas                      |
| ---- | -------------------- | -------- | -------------------------- |
| 2012 | Ta-dah It's B.A.P    | SBS MTV  | Elenco                     |
| 2012 | B.A.P's Killing Camp | Mnet     | Elenco                     |
| 2016 | Idol Battle Likes    | KBS      | Convidado com B.A.P, Ep. 2 |